# Mach de resistencia divergente

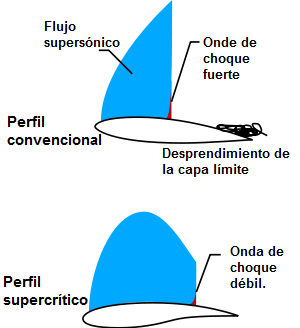

El Mach de divergencia de resistencia es el número de Mach a partir del cual la resistencia aerodinámica de un perfil o fuselado comienza a incrementarse rápidamente a medida que aumenta el número de Mach. Este incremento puede provocar que el coeficiente de resistencia se eleve a un valor diez veces más alto que el valor a normal a bajas velocidades.

El valor del Mach de divergencia de resistencia es típicamente superior al 0.6 por lo cual es un efecto transónico. El Mach de divergencia de resistencia esta normalmente cerca y es siempre mayor que el número de Mach crítico. Generalmente el coeficiente de resistencia llega a su mayor valor al alcanzar el Mach 1.0 y comienza a disminuir de nuevo una vez se pase a los regímenes de vuelo supersónicos sobre el Mach 1.2.

El aumento de la resistencia está dado por la formación de una onda de choque en la superficie superior del perfil, la cual puede inducir al desprendimiento del flujo y al gradiente adverso de presiones en la porción final de las alas. Este efecto obliga a que los aviones que pretenden volar a velocidades supersónicas cuenten con motores de gran empuje. En los aviones transónicos y supersónicos desarrollados tempranamente se usaba con frecuencia una picada para proveer a los mismos de la aceleración necesaria para superar la zona de la alta resistencia alrededor del Mach 1.0.

En los días tempranos de la aviación, este consecuente aumento de la resistencia hizo creer que la barrera del sonido no podía ser alcanzada, ya que se pensaba que no sería tecnológicamente posible construir un motor con tan considerable empuje o un avión con la suficiente autoridad de control en vuelo para sobrepasar dicha barrera. De hecho, uno de los más populares métodos analíticos para calcular la resistencia a grandes velocidades, la Regla Prandtl-Glauert, predecía una infinita cantidad de resistencia en el Mach 1.0.

Dos de los más importantes avances tecnológicos que resultaron de los intentos de conquistar la carrera sónica fueron: La Regla del área de Whitcomb y el perfil supercrítico. Un perfil supercrítico se moldea para hacer el Mach de divergencia de resistencia lo más alto posible, permitiendo que los aviones sean capaces de volar con una resistencia relativamente baja a altas velocidades subsónicas y a bajas velocidades transónicas. Estos avances en conjunción con la dinámica de fluidos computacional (CFD) han sido capaces de reducir el factor de aumento de la resistencia de 2 a 3 veces para los aviones de moderno diseño.